# Анфим (Тудос)
Епи́скоп Анфи́м (в миру Адриа́н Васи́льевич Тудос; 14 июня 1973, Одесская область — 24 октября 2020, Кишинёв) — епископ РПЦЗ (Агафангела), епископ Бассарабский (2017—2020), викарий Кишиневской епархии.

## Биография
Родился 14 июня 1973 года в Одесской области в православной семье.
Получил высшее психологическо-педагогическое образование. С 1991 года обучался в Карансебешской духовной семинарии, которую окончил в 1993 году. В том же году поступил Ясский государственный университет, который окончил в 1998 году по специальности пастырская теология.
14 сентября 1994 года в монастыре Чэтацуя был пострижен в монашество с наречением имени Анфим в честь священномученика Анфима, а 22 мая 1995 году митрополитом Кишинёвским и всея Молдовы Владимиром (Кантаряном) рукоположён в сан иеродиакона. На Пасху 1996 года митрополитом Владимиром был рукоположён в сан иеромонаха.
С 1994 по 2000 годы проходил служение в качестве наместника Свято-Троицкого монастыря в селе Рудь Дондюшанского района Молдовы, а также исполнял обязанности благочинного Резинского округа. 19 июля 1997 года возведён в сан игумена.
В 2000 году прервал общение с Московским патриархатом и присоединился к Румынской старостильной православной церкви.
В 2010 году перешёл в юрисдикцию РПЦЗ (Агафангела), которая находилась в общении с румынскими старостильниками, и 21 февраля 2011 года получил благословение правящего архиерея Болградской епархии Георгия (Кравченко) на создание монашеской общины и строительства Воскресенского мужского монастыря в селе Новый Сагайдак Чимишлийского района Республика Молдова.
9 ноября 2011 года решением Архиерейского Синода РПЦЗ(Аг) Свято-Воскресенская монашеская община в селе Новый Сагайдак получила статус монастыря, игумена Анфима назначен её наместником, а 23 мая 2012 года был возведён в сан архимандрита.
Решением Чрезвычайного Архиерейского Собора РПЦЗ(А), состоявшегося в Одессе 26-27 ноября 2014 года, и по просьбе Пастырского собрания Кишинёвской епархии, был избран епископом Чимишлийским, викарием Кишинёвской епархии.
30 ноября 2014 года в Воскресенском мужском монастыре в селе Новый Сагайдак Чимишлийского района Молдовы состоялась его хиротония во епископа, которубю совершили: архиепископ Кишинёвский Георгий (Кравченко), епископ Ишимский Никон (Иост) и епископ Иверский Николай (Модебадзе).
Решением Синода, прошедшего 2-4 мая 2017 года, титул был изменён на «Бассарабский», по названию города Бессарабка.
Скончался 24 октября 2020 года в больнице Кишинёва от последствий коронавирусной инфекции COVID-19. 27 октября 2020 года в Воскресенском монастыре в Молдове был совершён чин погребения. Митрополит Агафангел (Пашковский) сказал слово на погребение, а архиепископ Георгий (Кравченко) прочёл разрешительную молитву. Похоронен на территории монастыря.